# Eugène Moreau de Melen
Eugène Moreau de Melen (6. kolovoza 1912.) je bivši belgijski hokejaš na travi. 
Na hokejaškom turniru na Olimpijskim igrama 1936. u Berlinu je igrao za Belgiju. Belgija je ispala u 1. krugu. Osvojila je 3. mjesto u skupini "C". Nesretnim porazom od posljednje u skupini, Švicarske, koja je dotad ubilježila samo dva poraza, Belgija je ispala iz borbe za odličja, iako joj je i bod bio dovoljan. Odigrao je dva susreta na mjestu napadača.

## Vanjske poveznice
- Profil na Sports-Reference.com[neaktivna poveznica]